# Fleury-les-Aubrais
Fleury-les-Aubrais is een gemeente in het Franse departement Loiret (regio Centre-Val de Loire. De gemeente telde 21.664 inwoners op 1 januari 2022. De plaats maakt deel uit van het arrondissement Orléans. Het is een voorstad van Orléans.
Door de komst van de spoorweg en het station evolueerde Fleury in de loop van de 19e en 20e eeuw van een landelijke gemeente naar een stedelijke omgeving met veel radicaal linkse arbeiders. Na de Tweede Wereldoorlog kwam er langs het spoor industrie.

## Geografie
De oppervlakte van Fleury-les-Aubrais bedroeg op 1 januari 2022 10,12 vierkante kilometer; de bevolkingsdichtheid was toen 2.140,7 inwoners per km².
De onderstaande kaart toont de ligging van Fleury-les-Aubrais met de belangrijkste infrastructuur en aangrenzende gemeenten.

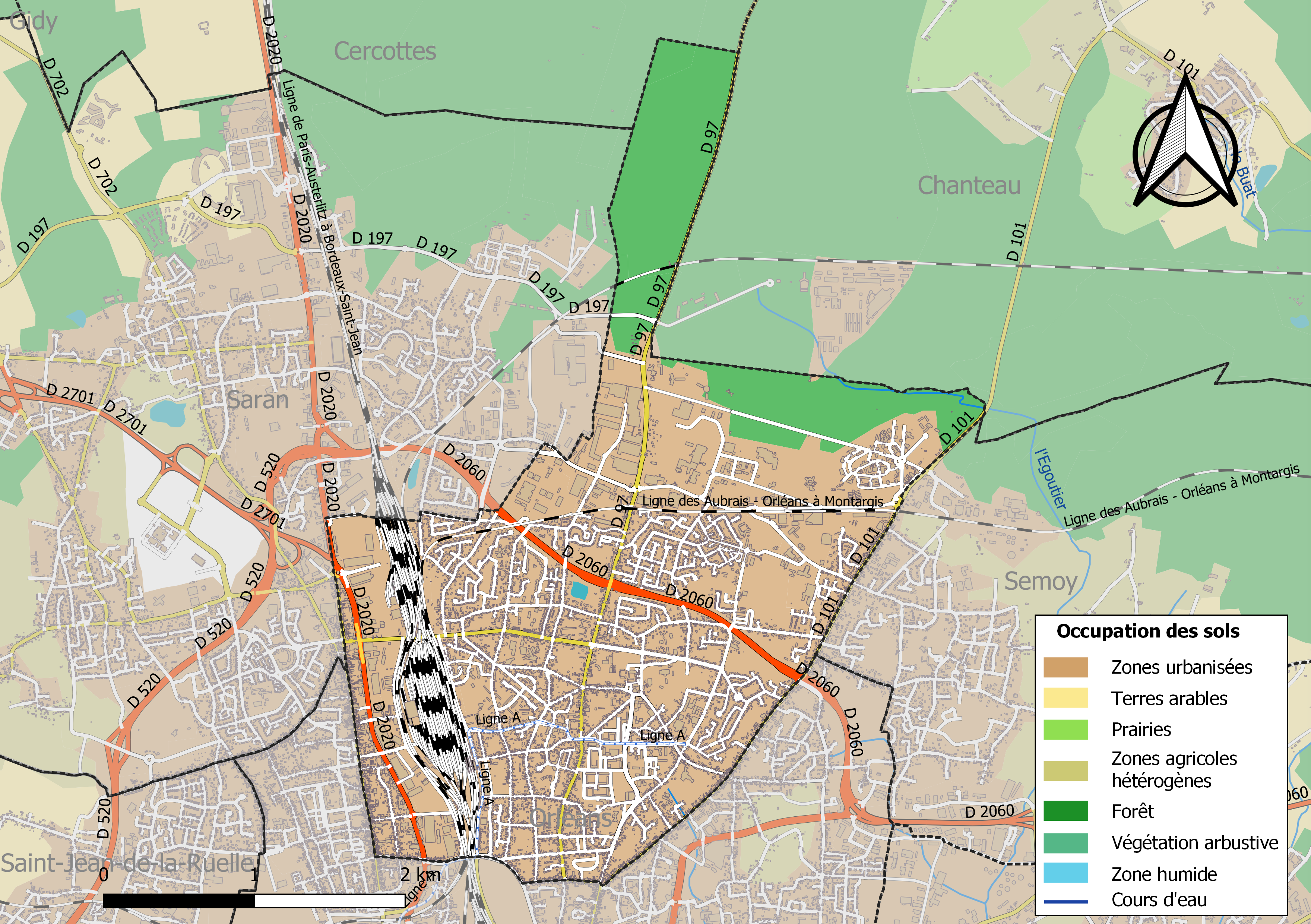

## Demografie
Onderstaande figuur toont het verloop van het inwonertal (bron: INSEE-tellingen).